# Mehanička tehnologija
Mehanička tehnologija je stariji naziv za skup znanja, vještina te postupaka u preradi metala, polimera, drva i drugih sirovina ili poluproizvoda u konačne proizvode. Postupci obuhvaćaju: 
- izvorno oblikovanje (lijevanje i sinteriranje, brizganje polimera i drugo),
- deformacijsko oblikovanje (valjanje, kovanje, duboko vučenje, provlačenje, prešanje, prosijecanje),
- obradu odvajanjem čestica (rezanje, blanjanje, bušenje, tokarenje, glodanje, brušenje, poliranje),
- spajanje (zavarivanje, lemljenje, lijepljenje, zakivanje),
- toplinsku obradu metala (žarenje, kaljenje, popuštanje, poboljšanje, normalizacija, otvrdnjavanje površine),
- inženjerstvo površina (različiti toplinski i elektrokemijski postupci kao na primjer elektroplatiranje ili cinčanje).[1]

## Obrada metala
Obrada metala je promjena oblika, dimenzija ili svojstava metala kako bi se prilagodio daljnjoj upotrebi. Promjena oblika, dimenzija ili svojstava metala može se podijeliti na ručnu ili strojnu obradu. Da bi se izvela obrada metala na bilo koji način potreban je alat. Alat je sredstvo u direktnom dodiru s predmetom koji se obrađuje.
Sila kojom alat djeluje na obradak dovoljno je velika da pomiče obradak po radnom stolu. Zato je obrada moguća samo ako obradak miruje. Također je potrebno zadržati obradak na istom položaju ako je potrebno izvršiti više različitih obrada. Za što bolje pozicioniranje i što točniju izradu potrebna su nam pomagala koja su specijalno konstruirana za tu srhu. Naprave su pomoćna sredstva koja se primjenjuju u tijeku proizvodnje, ne obrađuju direktno materijal, ali sudjeluju u procesu proizvodnje i to kao samostalni uređaji ili kao dio alatnog stroja.

### Podjela obrade metala
Postupci obrade metala dijele se u nekoliko skupina:
- obrada izvornog oblikovanja: iz bezobličnog stanja (ruda, otpadni metal, strugotina) oblikuje se čvrsto tijelo određenog oblika (najčešće lijevanjem);
- obrada bez odvajanja čestica: to je način obrade metala kada se sirovac mijenja u željeni oblik novih dimenzija ili svojstava bez promjene volumena i mase materijala (valjanje, kovanje, savijanje, sabijanje);
- obrada odvajanjem čestica: to je način obrade metala kada se sa sirovca odvaja višak materijala lomljenjem sitnih dijelova materijala (piljenje, bušenje, tokarenje, glodanje);
- obrada spajanjem: to je način obrade kod kojeg se željeni proizvod dobije spajanjem dva ili više dijelova u jednu cjelinu (zavarivanje, lijepljenje, meko i tvrdo lemljenje, spajanje vijcima, zakovicama);
- obrada zaštite materijala: to je način obrade kod kojeg se na obradak nanosi materijal u svrhu povećanja kvalitete proizvoda (antikorozivna zaštita, metalizacija, eloksiranje, bruniranje, kromiranje, bojenje, plastifikacija);
- obrada promjenom svojstava: to je način obrade metala kada se sirovcu mijenja struktura, a time i njegova svojstva (toplinska obrada kao kaljenje, normalizacija, cementiranje).

Postupci obrade metala dijele se u nekoliko skupina:
- obrada izvornog oblikovanja: iz bezobličnog stanja (ruda, otpadni metal, strugotina) oblikuje se čvrsto tijelo određenog oblika (najčešće lijevanjem);
- obrada bez odvajanja čestica: to je način obrade metala kada se sirovac mijenja u željeni oblik novih dimenzija ili svojstava bez promjene volumena i mase materijala (valjanje, kovanje, savijanje, sabijanje);
- obrada odvajanjem čestica: to je način obrade metala kada se sa sirovca odvaja višak materijala lomljenjem sitnih dijelova materijala (piljenje, bušenje, tokarenje, glodanje);
- obrada spajanjem: to je način obrade kod kojeg se željeni proizvod dobije spajanjem dva ili više dijelova u jednu cjelinu (zavarivanje, lijepljenje, meko i tvrdo lemljenje, spajanje vijcima, zakovicama);
- obrada zaštite materijala: to je način obrade kod kojeg se na obradak nanosi materijal u svrhu povećanja kvalitete proizvoda (antikorozivna zaštita, metalizacija, eloksiranje, bruniranje, kromiranje, bojenje, plastifikacija);
- obrada promjenom svojstava: to je način obrade metala kada se sirovcu mijenja struktura, a time i njegova svojstva (toplinska obrada kao kaljenje, normalizacija, cementiranje).